# 巴黎里昂车站列车相撞事件
巴黎里昂车站列车相撞事件（法語：Accident ferroviaire de la gare de Lyon），是1988年6月27日发生于法国巴黎巴黎里昂车站（Gare de Lyon）的一起严重列车事故，一列刹车失灵的法国国铁通勤列车在驶入车站后撞向另一列停在站台上的列车，造成56人死亡、57人受伤。

## 事故概述
1988年6月27日，法国国铁153944次通勤列车由默伦发往80公里外的巴黎-里昂火车站，该列车使用法国国铁Z5300型运营。事故前不久法国国铁制定了新夏季时间表，取消153944次列车的数个停车站。当列车通过绿景苑站时，有乘客在第二车厢启动紧急制动并于该站下车。司机与车长花费26分钟才解除紧急刹车，导致更多乘客下车。为追回时间，巴黎-里昂火车站要求司机跳过图定停车的迈松阿尔福站，直达目的地。
列车通过迈松阿尔福站后进入通往巴黎-里昂站的下坡。司机在通过一处黄灯后本应减速预备进站，却发现不但刹车失效，列车还因坡度而加速。司机紧急通报车站时未报告自身车次，按下警报按钮后便进入车厢引导乘客集中于列车后部避难。153944次通勤列车最终撞击一列晚点列车。晚点列车司机因留在驾驶舱以对讲机发出警报疏散乘客而避难不及殉职。

## 调查

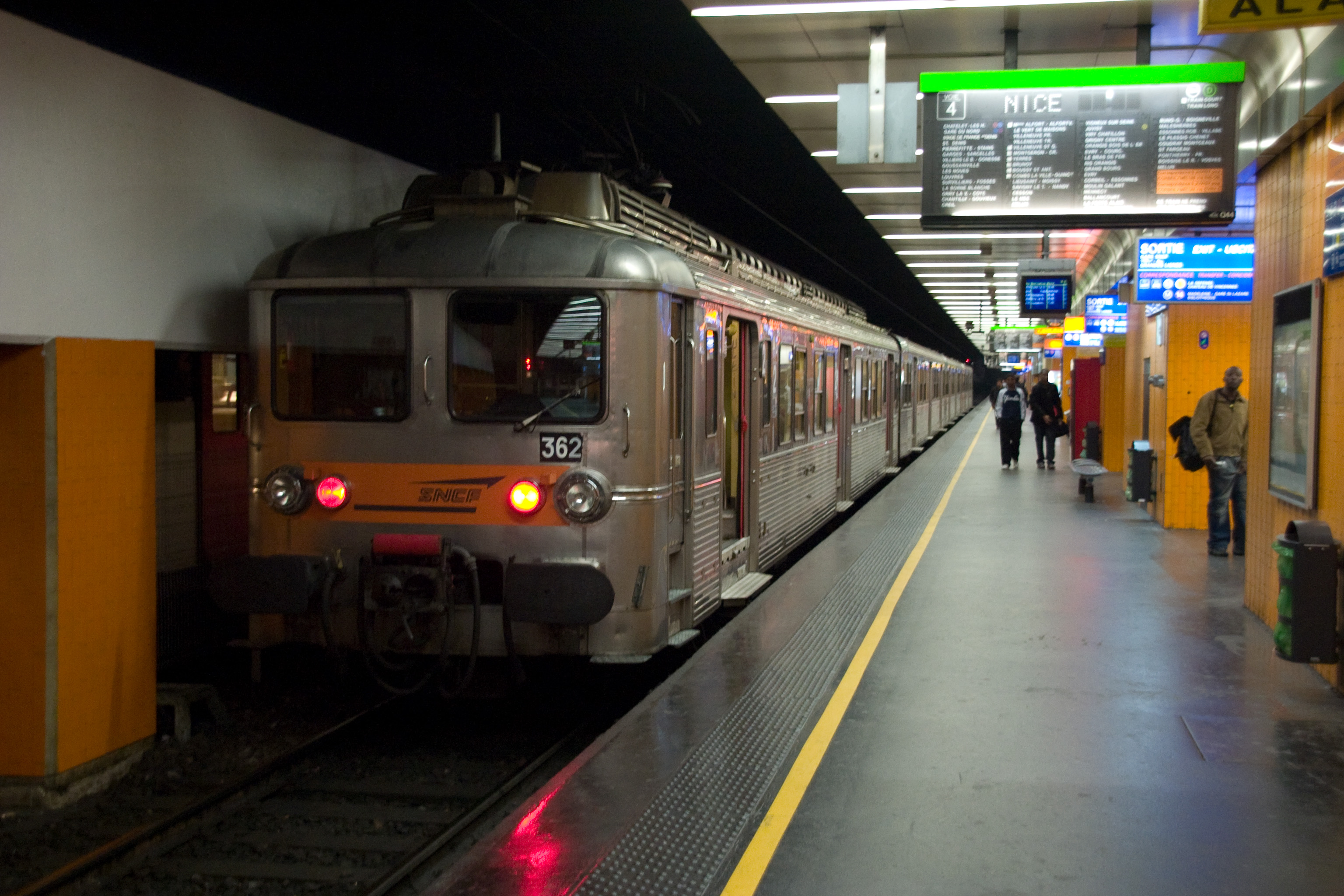
停靠在里昂火车站的Z 5300列车

由于事故前曾有法国火车被恐怖分子袭击，调查人员误判本次事故亦为袭击，153944次列车于第一车厢后的主风压管阀被关闭使恐怖袭击论尤为可信。主风压管开启时使空气于全车流通，关闭时空气只在第一车厢流通，使后部车厢刹车失效，然而调查人员最终判断只有熟悉铁路的人才会关闭该阀。
在追查谁关闭该阀时，有报纸以广告劝谕肇事者自首。一名年轻母亲最终承认她因为不知道法国国铁调整了时间表而未能于绿景苑站下车往学校接回自己孩子，因此拉动紧急制动后下车。
调查组随后发现司机为拉动位于第一车厢后的刹车重设把手，将自己的手放于主风压管阀上借力，可能因此意外关闭该阀。
法国国铁Z5300型的故障保护系统本应在主风压管阀关闭时锁死刹车，司机若不重开阀便须人手解除刹车。依照法国国铁条例，本应通知工程师检查列车方可发车，然而司机为追回时间，仅通知车长一同人手解除刹车。司机报告他判断刹车是因气锁现象而被锁死，因此决定人手解除刹车。尽管发车前司机检查驾驶舱内风压读数正常，但他未能发现由于主风压管阀关闭，读数只显示第一车厢气压，而非全车气压。
尽管8节车厢仅有一节有刹车，事故依然可以避免。若巴黎-里昂车站没有因维持时间表而要求司机跳过迈松阿尔福站，故障便会被提前发现。此外，该车装有电阻制动，但司机因为慌乱未有启动。
尽管司机尝试通报车站发生紧急情况，他却未能报告自己车次，亦不待车站回复便离开驾驶舱疏散乘客。当时有4列列车即将进站，车站尝试与该4列列车联系确认情况，却因司机启动警报按钮使全部列车停止，各列车同时联络车站导致车站信号不良，无法确认。
车站信号系统本来预定该车次通过道岔转入一号站台停车，即使列车失控也会因司机疏散乘客而减少损失。然而警报按钮会取消信号系统预定计划，使道岔没有转向一号站台，失控列车最终撞击停于二号站台的列车。

## 责任追究
司机与车长被判处误杀罪，原定监禁4年，但于6个月后释放。巴黎-里昂站长因未及时疏散车站而被状告但不成，拉动紧急制动的乘客亦未能入罪。法国国铁工会批评国铁牺牲司机以转移责任，指责国铁时间表过密，车站设计不合理以及管理失误才引发事故。